# Jorgelina Rimoldi
Jorgelina Rimoldi (Buenos Aires, 6 de octubre de 1971) es una exjugadora argentina de hockey sobre césped. Fue Campeona Panamericana Juvenil en 1992. Obtuvo tres medallas de oro en los Juegos Panamericanos de 1991, 1995 y 1999, medalla de plata en los Juegos Olímpicos de Sídney 2000 y fue subcampeona mundial en el Campeonato Mundial de Hockey sobre Césped de 1994 en Dublín. En 2001, obtuvo el Champions Trophy. En 2002, fue desafectada de Las Leonas por el técnico Sergio Vigil. Con posterioridad, Jorgelina se ha desempeñado para la Secretaría de Deportes de la Nación, difundiendo el hockey por el país.

## Biografía
Se inició en el Club Banco Nación, debutando en primera división a los 15 años. En 1991, fue convocada a la selección mayor, ganando ese mismo año la medalla de oro en los Juegos Panamericanos de 1991. En 1992, fue campeona panamericana júnior en Venezuela. En 1994, fue subcampeona mundial en el Campeonato Mundial de Hockey sobre Césped de 1994 en Dublín, donde Argentina fue la sorpresa. En 1995, ganó su segunda medalla de oro panamericana.
En 1996, integró el equipo de Las Leonas que participó en los Juegos Olímpicos de Atlanta, donde el equipo finalizó 7.º obteniendo diploma olímpico. En 1999 ganó la tercera medalla de oro en los Juegos Panamericanos de Winnipeg.
En 2000, volvió a integrar la delegación olímpica, esta vez en los Juegos Olímpicos de Sídney, obteniendo la medalla de plata. Ese año recibió, junto a Las Leonas, el Premio Olimpia de Oro, como las mejores deportistas argentinas del año.
En 2001, ganó el Champions Trophy disputado en Holanda. En 2002, con 31 años, fue desafectada de Las Leonas por el técnico Sergio Vigil. Con posterioridad, Rimoldi se ha desempeñado para la Secretaría de Deportes de la Nación, difundiendo el hockey por el país.